# Nagroda Złotej Strzały
Nagroda Złotej Strzały (jap. ゴールデン・アロー賞 Gōruden arō-shō) – to nagroda przyznawana przez członków Japońskiego Stowarzyszenia Wydawców Czasopism za wybitne osiągnięcia w krajowych mediach w dziedzinie filmu, telewizji i muzyki.
Pierwsza ceremonia wręczenia Nagród Złotej Strzały odbyła się 17 marca 1964 roku, a ostatnia 3 marca 2008 roku.

## Kategorie
Nagrody przyznawane są w kategoriach:
- Nagroda Filmowa
- Nagroda za Grę
- Nagroda Muzyczna
- Nagroda dla Nadawcy - Drama
- Nagroda za Audycję - Różnorodność
- Nagroda Sportowa
- Nagroda dla Debiutanta
- Nagroda za Popularność
- Nagroda za Zasługi
- Nagroda Magazynu
- Nagroda Specjalna